# .an
A .an eredetileg a Holland Antillák internetes legfelső szintű tartomány kódja volt, melyet 1993-ban hoztak létre. 2010-es felbomlása után Bonaire, Saba és Sint Eustatius használta az .nl domain mellett. 2013-tól fokozatosan kivezették ezt a domainvégződést, így 2015. közepére már nem volt használatban lévő domainnév ezzel a TLD-vel.